# Borne supérieure et borne inférieure
Pour les articles homonymes, voir Borne.
En mathématiques, les notions de borne supérieure et borne inférieure d'un ensemble de nombres réels interviennent en analyse, comme cas particulier de la définition générale suivante : la borne supérieure (ou le supremum) d'une partie d'un ensemble (partiellement) ordonné est le plus petit de ses majorants. Une telle borne n'existe pas toujours, mais si elle existe alors elle est unique. Elle n'appartient pas nécessairement à la partie considérée. Dualement, la borne inférieure (ou l'infimum) d'une partie est le plus grand de ses minorants.
Lorsque l'ensemble ordonné est celui des réels, l'existence d'une borne supérieure est assurée pour toute partie non vide et majorée : on dit que ℝ possède la propriété de la borne supérieure. Cette même propriété assure aussi l'existence d'une borne inférieure pour tout ensemble non vide et minoré de réels. Les bornes supérieure et inférieure d'un intervalle borné non vide de ℝ sont simplement ses extrémités.
Les bornes supérieure et inférieure d'une fonction sont les bornes de l'ensemble de ses valeurs.
N.B. : Les expressions anglaises upper bound et lower bound ne correspondent pas à « borne supérieure » et « borne inférieure », mais à majorant et minorant, respectivement ; « borne supérieure » se traduit par least upper bound ou supremum et « borne inférieure » par greatest lower bound ou infimum.

## Définition

### Cas général

L'élément vert est la borne supérieure, comme plus petit des majorants (en rouge) de l'ensemble M des points bleus.

Dans un ensemble partiellement ordonné E, la borne supérieure d'une partie F de E est, s'il existe, le plus petit des majorants de F dans E. Elle est classiquement notée sup(F), et caractérisée par : M = sup(F) si
1. M est un majorant de F : x ≤ M pour tout  x de F, et
2. c'est le plus petit : pour tout y de E, si y est un majorant de F (c'est-à-dire si pour tout x de F, x ≤ y), alors M ≤ y.

Remarques
- Le lien entre la notion de borne supérieure et celle de plus grand élément (cf. début de la section « Exemples » ci-dessous) est dû au fait que si M appartient à F, le point 2 ci-dessus est automatiquement vérifié.
- Si M = sup(F) alors, pour un élément donné y de E :
  - le point 2. se réécrit :pour que y ≥ M, il suffit que y majore chaque élément de F ;
  - d'après le point 1. et par transitivité de ≤, la réciproque est vraie : si y ≥ M, alors y majore chaque élément de F, ou encore (par contraposée) :pour que y ne soit pas minoré par M, il suffit qu'il existe dans F un élément non majoré par y.

De la même manière, la borne inférieure de F dans E est, s'il existe, le plus grand minorant de F. Elle est classiquement notée inf(F) et caractérisée par les propriétés duales (en inversant le sens des inégalités).
Une partie, même majorée, d'un ensemble ordonné quelconque ne possède pas nécessairement une borne supérieure, mais si elle en possède une, celle-ci est unique. De même sa borne inférieure, si elle existe, est unique.

### Cas d'un ordre total
On peut toujours, dans la définition précédente, remplacer le point 2. par sa contraposée. Lorsque l'ordre sur E est total, on en déduit qu'un élément M de E est la borne supérieure de la partie F si et seulement si :
1. pour tout x de F, x ≤ M, et
2. pour tout y < M dans E, il existe dans F au moins un x > y.

### Cas des réels
Lorsque E=ℝ (muni de l'ordre usuel), on peut de plus remplacer « pour tout y < M » par « pour tout y de la forme M–ε avec ε>0 ». Un réel M est donc la borne supérieure d'une partie F de ℝ si et seulement si :
1. pour tout x de F, x ≤ M, et
2. pour tout réel ε>0, il existe dans F au moins un x > M–ε.

## Propriété de la borne supérieure
On dit qu'un ensemble ordonné E possède la propriété de la borne supérieure si toute partie non vide et majorée de E possède une borne supérieure.
C'est notamment le cas de l'ensemble ordonné ℝ des réels. Mais ce n'est pas le cas de l'ensemble ordonné ℚ des rationnels.

## Exemples
- Si F possède un plus grand élément (en particulier si F est une partie finie d'un ensemble E totalement ordonné comme ℝ), alors cet élément maximum est la borne supérieure de F. Dans ce cas, sup(F) appartient à F. Réciproquement, si sup(F) existe et appartient à F, alors sup(F) est le plus grand élément de F.
- Dans l'ensemble des nombres réels :
  - toute partie majorée non vide de l'ensemble des réels possède une borne supérieure ;
  - une partie non majorée (comme ℤ) ne possède pas de borne supérieure ;
  - l'ensemble vide n'a pas de borne supérieure ni inférieure ;
  - l'intervalle ]0, 1[ admet 0 comme borne inférieure et 1 comme borne supérieure ;
  - l'ensemble {(–1)n+1/n | n = 1, 2, 3…} admet –1 comme borne inférieure et 3/2 comme élément maximum (donc comme borne supérieure) ;
  - l'ensemble des rationnels dont le carré est inférieur à 2 admet √2 comme borne supérieure et –√2 comme borne inférieure ;
  - la borne supérieure de la somme A + B de deux ensembles majorés non vides A et B est égale à la somme de leurs bornes supérieures respectives ;
  - les notions d'infimum et de supremum sont duales : inf(S) = –sup(–S), où –S = { –s | s ∈ S}.
- Dans l'ensemble des nombres rationnels :
  - l'ensemble des rationnels dont le carré est inférieur à 2 est une partie majorée de ℚ qui n'a pas de borne supérieure.
- Dans la droite réelle achevée ℝ = ℝ ∪ { –∞, +∞ } :
  - les parties non vides et majorées de ℝ possèdent la même borne supérieure que dans ℝ ;
  - une partie non vide mais non majorée par un réel admet +∞ comme borne supérieure ;
  - l'ensemble vide admet –∞ comme borne supérieure, car tout élément de ℝ est un majorant de l'ensemble vide et le plus petit d'entre eux est –∞ (et il admet +∞ comme borne inférieure).
- Un treillis est un ensemble ordonné dans lequel toute paire possède une borne supérieure et une borne inférieure. Un treillis est dit complet si chacune de ses parties possède une borne supérieure et une borne inférieure (cette condition est en fait redondante). Par exemple ℝ est un treillis non complet, tandis que ℝ est un treillis complet.
- Pour tout ensemble non vide X, l'ensemble ℝX des applications de X dans ℝ (muni de l'ordre produit) est par conséquent complet. Ainsi, toute famille (fi)i∈I d'applications de X dans ℝ possède une borne supérieure {\displaystyle \sup _{i\in I}f_{i}} et une borne inférieure {\displaystyle \inf _{i\in I}f_{i}}. Il résulte de leur définition que pour tout x ∈ X,{\displaystyle \left(\sup _{i\in I}f_{i}\right)(x)=\sup _{i\in I}\left(f_{i}(x)\right)\quad {\text{et}}\quad \left(\inf _{i\in I}f_{i}\right)(x)=\inf _{i\in I}\left(f_{i}(x)\right).}Ainsi, l'enveloppe supérieure d'une famille de fonctions n'est autre que sa borne supérieure[1].

## Associativité
Les bornes supérieures — et, de même, les bornes inférieures — vérifient la propriété suivante d'associativité :

Dans un ensemble ordonné, soit (Ft)t∈T une famille de parties ayant chacune une borne supérieure. Alors
{\displaystyle \sup _{t\in T}\left(\sup(F_{t})\right)=\sup \left({\cup _{t\in T}F_{t}}\right),}
au sens où le membre de gauche de l'égalité existe si et seulement si celui de droite existe, et dans ce cas ils sont égaux.
Dans un treillis complet comme ℝ — cf. § « Exemples » ci-dessus — l'énoncé peut être simplifié (les bornes supérieures existent toujours) et l'on en déduit par exemple, pour toute famille doublement indexée (xs,t) d'éléments du treillis :